# Sarbazan
Sarbazan ist eine französische Gemeinde mit 1.151 Einwohnern (Stand: 1. Januar 2022) im Département Landes in der Region Nouvelle-Aquitaine (vor 2016: Aquitanien). Sie gehört zum Arrondissement Mont-de-Marsan, zum Gemeindeverband Landes d’Armagnac und zum Kanton Haute Lande Armagnac. Die Bewohner nennen sich Sarbazanais.

## Geographie
Die Gemeinde Sarbazan liegt an der Douze im Süden der Landes de Gascogne, dem größten Waldgebiet Westeuropas, etwa 100 Kilometer südlich von Bordeaux.
Umgeben wird Sarbazan von den Nachbargemeinden Roquefort im Norden, Saint-Gor im Nordosten, Saint-Justin im Osten sowie Pouydesseaux im Süden und Westen.

## Bevölkerungsentwicklung
| Jahr                       | 1962 | 1968 | 1975 | 1982 | 1990 | 1999 | 2006 | 2014 | 2021 |
| -------------------------- | ---- | ---- | ---- | ---- | ---- | ---- | ---- | ---- | ---- |
| Einwohner                  | 726  | 730  | 806  | 872  | 940  | 941  | 1083 | 1173 | 1154 |
| Quellen: Cassini und INSEE |      |      |      |      |      |      |      |      |      |

## Sehenswürdigkeiten
- Kirche Saint-Pierre

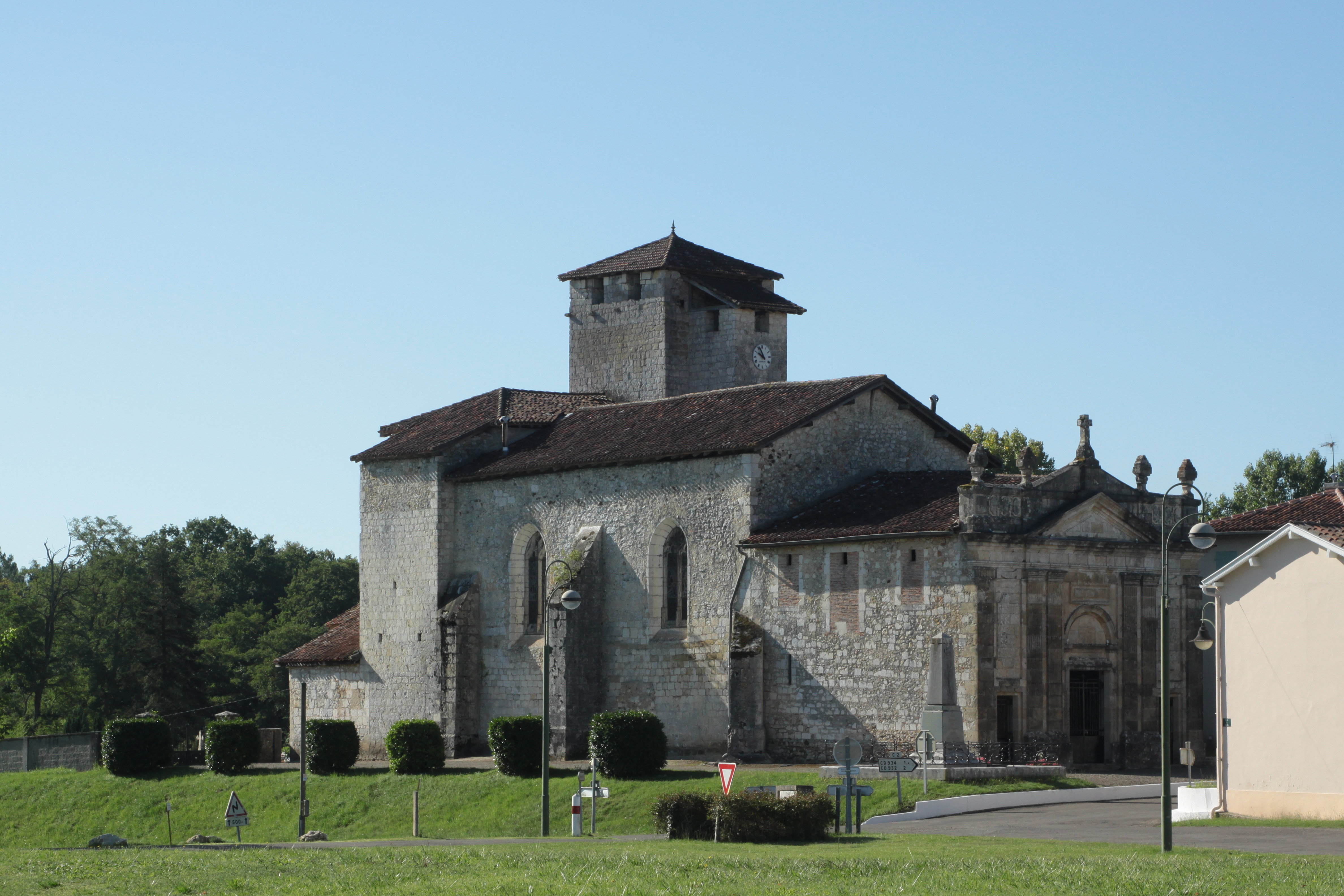
Kirche Saint-Pierre

- Urgeschichtliche Fundstelle Les Treize Pouys
- Reste eines römischen Balneums